# Мехмед Эмин Али-паша
Мехмед Эмин Али-паша (тур. Mehmed Emin Âli Paşa, 5 марта 1815 — 7 сентября 1871) — государственный деятель Османской империи, великий визирь и представитель Османской империи на Парижском конгрессе. Подписал Парижский мирный договор (30.03.1856), завершивший Крымскую войну. Один из лидеров программы реформ в империи, известных как танзимат.

## Биография
Мехмед Эмин Али-паша, сын государственного служащего, родился 5 марта 1815 года в Константинополе (Стамбул). Благодаря великолепному знанию французского языка уже в молодом возрасте смог поступить на дипломатическую службу Османской империи, получив место в бюро переводов в 1833 году. С 1834 по 1836 года — секретарь дивана, а затем секретарь посольства Османской империи в Вене. В 1840 году Мехмед Эмин Аали-паша был временно назначен министром иностранных дел. С 1841 по 1844 года — посол Османской империи в Лондоне, с 1846 года — министр иностранных дел (занял пост после ухода Мустафы Решид-паша). В 1852 году получил должность великого везира, но спустя несколько месяцев ушёл в отставку.
В 1852 году в качестве вали управлял провинциями Смирной и Бурсой, а в 1854 году был вызван в Константинополь и назначен президентом вновь созданного Учредительного Совета: началась эпоха реформ в Османской империи (Танзимат). Али-паша был одним из автором Хатт-и хумаюна о равноправности вероисповеданий и национальностей, на чём настаивали иностранные державы.
С 1855 года несколько раз назначался великим визирем.
В 1856 году великий визирь Али на Парижском конгрессе действовал в качестве представителя Порты и подписал договор, завершивший Крымскую войну. Не удовлетворив ни держав, ни султана Абдул-Меджида введением обещанных реформ, ему пришлось затем играть второстепенную роль.
При наследнике Абдул-Меджида, Абдул-Азизе, Али-паша снова поднимается: 7 июня 1861 года он был вновь назначен великим визирем и с этих пор постоянно чередовался во влиянии со своим единомышленником Фуадом-пашой. Умеренность и стойкость обоих помогла им в 1866 году воспрепятствовать вмешательству держав в дела восставшего Крита и принудить Грецию к сохранению мира.
Одним из самых успешных дел Али-паши было то, что он в 1869 году заставил вице-короля Египта признать главенство Порты. Аали-паша был одним из рьяных сторонников проведения в Османской империи реформ по западному образцу.
Умер в Эренкени в Малой Азии 7 сентября 1871 года.

## Награды
- Орден Святой Анны 1-й степени с алмазными украшениями (21 мая 1849, Российская империя)[2]